# Melisseo
Melisseo (greco antico: Μελισσεύς, Melisseus, con il significato di uomo-ape o uomo-miele) era la divinità greca del miele.
La sua mitologia è in genere associata con l'isola di Creta e con la nascita di Zeus

## Mitologia
L'ascendenza di Melisseo varia nelle fonti: è detto essere figlio di Urano e Gea, di Caristo, o di Saoco e Combe. Nella maggior parte delle versioni è considerato il padre di Adrastea, Ida e Altea, le tre nutrici che allevarono il piccolo Zeus sul Monte Ida, a Creta. Il dio bambino veniva nutrito con latte e miele, il latte della capra-ninfa Amaltea e il miele di Melisseo.
Melisseo viene indicato alternativamente come uno dei Cureti o dei Coribanti. Secondo Nonno di Panopoli, Melisseo era il maggiore dei nove Cureti, i daimon del monte Ida, che si scontrarono con le loro lance e scudi per soffocare con il frastuono i lamenti del bambino Zeus, in modo che suo padre, Crono, non potesse localizzarlo. Secondo altre versioni, Melisseo era il re di Creta al tempo della nascita di Zeus, e il padre di Adrastea e Ida.
Nelle culture egea e cretese, il miele fermentato (idromele) ha preceduto il vino nella sua funzione di enteogeno, e quindi il culto del miele a Creta è molto antico, ed è collegato al culto arcaico della Grande Madre, che verrà identificata prima con Demetra e successivamente con Rea.